# Graptomyza lutea
Graptomyza lutea är en tvåvingeart som beskrevs av Ian David Whittington 1992. Graptomyza lutea ingår i släktet Graptomyza och familjen blomflugor.
Artens utbredningsområde är Kongo. Inga underarter finns listade i Catalogue of Life.